# Koszmosz–1171
A Koszmosz–1171 (oroszul: Космос–1171) szovjet DSZ–P1–M típusú célműhold.

## Küldetés
Kijelölt pályán mozogva imitálta egy ballisztikus rakéta támadását, ezzel segítve a rádiólokátoros felderítést. Biztosította a légvédelem szerves egységeinek (irányítás, riasztás, imitált elfogás, gyakorló megsemmisítés) összehangolt működését. Hosszabb tárolási idő utáni tesztrepülés.

## Jellemzői
Az ISZ típusú elfogó vadászműholdak teszteléséhez a dnyipropetrovszki OKB–586 (Juzsnoje) tervezőirodában kifejlesztett űregység. Üzemeltetője a moszkvai Honvédelmi Minisztérium (oroszul: Министерство обороны – MO).
Megnevezései: COSPAR: 1980-026A; SATCAT kódja: 11750.
1980. április 3-án a Pleszeck űrrepülőtérről, az LC–132/2 indítóállásából egy Koszmosz–3M (11K65M 47198-315) típusú hordozórakétával juttatták (LEO = Low-Earth Orbit) alacsony Föld körüli pályára. Az orbitális egység pályája 104,84 perces, 65,84 fokos hajlásszögű, elliptikus pálya-perigeuma 964 kilométer, apogeuma 1010 kilométer volt.
A második generációs ASAT űregységek tesztműholdja. Teljes vizsgálati tesztsorozat végrehajtása az 1978-as ABM szerződés aláírásáig. Könnyű célobjektum, kisebb hordozórakéta, gazdaságosabb üzemeltetés, manőverező képesség. Formája hengeres, hasznos tömege 650 kilogramm.
1980. április 18-án az indított Koszmosz–1174-es vadászműhold több manőver és önrávezetés (optikai és radar) után sem tudta 1 kilométer közelségbe megközelíteni. Április 20-án mindkét műhold önmegsemmisítést hajtott végre.